# Nadezhda (gián)
Gián Nadezhda (tiếng Nga: Надежда, theo tiếng Anh:Hope, tạm dịch là Hy vọng) là một con gián được gửi vào vũ trụ trong chuyến bay vệ tinh sinh học Foton-M 3 khởi hành từ ngày 14 và kết thúc vào ngày 26 tháng 9 năm 2007 bởi các nhà khoa học Nga. Các nhà khoa học theo dõi nhiệm vụ từ Voronezh tuyên bố rằng Nadezhda đã sinh ra thành công 33 con gián trên Trái đất, 33 cá thể côn trùng này là loài trái đất đầu tiên được biết đến trong điều kiện không trọng lượng. Nadezhda và những con côn trùng còn lại được cho di chuyển bên trong một thùng chứa đặc biệt kín, và một máy quay video đang quay toàn bộ quá trình của chúng.
Điều được coi là không tự nhiên đối với những con gián sơ sinh là phần thân của chúng đã bị sẫm màu sớm hơn nhiều so với những con gián có điều kiện tự nhiên phát triển tông màu tối hơn sau đó trong vòng đời của chúng. Nhưng phần còn lại của các điều kiện và khả năng của loài gián được đánh giá là vẫn bình thường. Sau đó, có tin rằng cháu của Nadezhda, được sinh ra từ một trong những loài cá thể con sinh ra trong không gian, đã sinh ra những con gián bình thường, với vòng đời và sự phát triển khá giống với bất kỳ loài gián nào khác sống trên Trái Đất.